# Myrceugenia obtusa
Myrceugenia obtusa,  conocida como raran, es un árbol siempre verde de la familia de las mirtáceas, endémico de Chile, desde Coquimbo hasta Cautin (31 a 38 ° S). 

## Descripción
Es un pequeño árbol o arbusto de hoja perenne que mide hasta 8 m (26 pies) de altura, corteza grisácea, los brotes nuevos son rojizos y vellosos, hojas opuestas y coriáceas con todo el margen, y de forma elíptica a aovada, aguda, obtusa y con ápice redondeado. Las hojas miden 1,3 cm de largo y 0,6-2,5 cm de ancho, de color verde oscuro por encima y verde pálido por debajo, glabras o algo pubescentes. Poseen glándulas que parecen puntos.
Las flores son hermafroditas, solitarias y axilares, 4 sépalos fusionados en la base y 4 con pétalos libres. Los estambres son muy numerosos: varían entre 90-190 y 4-8 mm de largo, un estilo de unos 5-7 mm de largo. El fruto es una baya globosa, negra cuando madura, la cual es comestible y presenta una pulpa gelatinosa. Dentro de la baya hay entre 3-4 semillas de unos 4-5 mm de largo.
Forma parte del matorral esclerófilo mediterráneo.

## Usos
Este fruto del bosque es una baya comestible de sabor ligeramente dulce. Se pueden realizar diversas preparaciones con el fruto.
Se planta como árbol ornamental en Chile.